# Mentuhotep II
Mentuhotep II (III) fou fill i successor de Mentuhotep I (II). La seva mare fou Tem. El seu nom d'Horus fou Sanikare i el seu nom Nebty el mateix; el seu nom d'Horus d'or fou Biknebuhotep o Biknebumeankh, o potser també Herep o Hotep; el seu nom Nesut-Bity fou Seneferkare i el seu nom de Sa Ra, Mentuhotep. La seva ubicació cronològica és vers poc després del 2000 aC.
Va agafar el govern d'un país pròsper gràcies als dots organitzatius del seu pare. Pel temps que va regnar el pare, i com que era el fill més gran, devia tenir ja alguns anys, probablement al tomb dels 50, quan va arribar a tron.
Va continuar erigint monuments com havia fet el seu pare. Va enviar una expedició de tres mil soldats al Punt, que va sortir de Denderah cap al Wadi Hammamat i va anar a la costa de la mar Roja, al Wadi Gasus, des on va sortir per mar cap al Punt. Mentuhotep va organitzar aquesta expedició a l'any vuitè del seu regnat i la va dirigir el seu visir Henenu. La via utilitzada fou netejada prèviament de saquejadors. Els expedicionaris portaven fusta per fer barques en arribar a la mar Roja. Pel camí, van trobar dotze pous que havien de servir per a futures expedicions. En arribar a la mar Roja, van construir uns vaixells amb els quals van sortir cap al Punt, en la primera expedició coneguda a aquesta terra, i d'allí van portar alguns productes com goma i perfums; a la tornada a Tebes, es van aturar al Wadi Hammamat per recollir pedra. Els soldats que integraven l'expedició portaven cadascun una botella de cuiro, un bastó, dos pots d'aigua i 20 pans (al dia); els ases anaven carregats amb sandàlies per abastir a les tropes.
A l'oest de Tebes, va construir un petit temple dedicat a Horus al lloc d'un santuari de la dinastia I, temple que fou trobat el 1904. Està construït amb rajoles i té una entrada amb pilons i un mur a l'entorn.

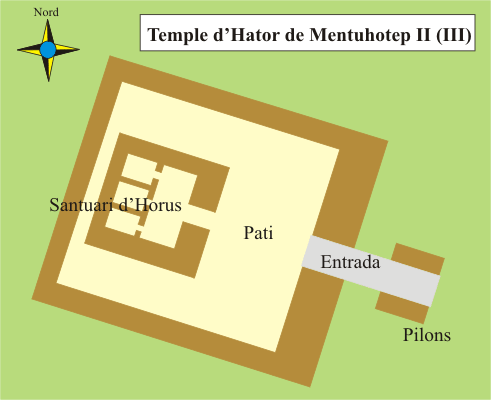
Plànol del temple d'Horus

El seu regne està ben considerat segons el que diu en les seves cartes un home anomenat Hekanakht, sacerdot funerari sota el visir Ipy a Tebes. Vers al final del regnat, hi va haver el començament d'una epidèmia de fam a la regió de Tebes.
Va construir la seva tomba prop del temple del seu pare a Deir al-Bari, però no la va poder acabar. Consistia en una avinguda i una rampa que s'aturava una mica a la roca. Els grafits de la rodalia indiquen que el seu lloc d'enterrament hauria d'estar proper.
El seu regnat va durar uns dotze anys. Queda una estàtua d'aquest faraó vestit amb les robes reials tradicionals, el nemes, una roba exclusiva per a reis.
El va succeir el seu fill Mentuhotep III (IV).
El seu nom apareix també com a Mentehotpe, Menthuhetep, Mentouhotep, Mentuhotp, Mentuhotpe, Monthhotep, Montouhotep, Montuhotep, Sankhkara, Sankhkere, Sankhkerementouhotep, Sankhtauyef, Seankhkara, Seankhkare, Seneferkare i Senekhkere.